# Carver (cratère)
 (mars 2025).
Pour les articles homonymes, voir Carver.
Carver est un cratère d'impact lunaire situé sur la face cachée de la Lune, à l'est de la plaine fortifiée de Van der Waals (en). Au nord-est se trouve le cratère Rosseland (en), et au sud-sud-est se trouve Kozyrev (en).
Malgré une certaine usure due aux impacts, la large paroi intérieure de ce cratère présente encore quelques terraces[Traduire passage]. Plusieurs petits cratères bordent le bord et les parois intérieures, mais aucun impact notable ne les croise. Carver recouvre le bord nord-nord-est de l'ancien cratère Carver M, très usé. Le fond intérieur de Carver présente un petit pic central en son milieu et plusieurs petits cratères dans la moitié sud. Le reste du fond est relativement sans relief et son diamètre est environ la moitié de celui du cratère.

## Cratères satellites
Par convention, ces caractéristiques sont identifiées sur les cartes lunaires en plaçant la lettre sur le côté du point médian du cratère le plus proche de Carver.
| Carver | Latitude | Longitude | Diamètre |
| ------ | -------- | --------- | -------- |
| K      | 46,2° S  | 128,5° E  | 60 km    |
| L      | 45,2° S  | 127,8° E  | 33 km    |
| M      | 45,0° S  | 126,8° E  | 76 km    |